# Cueva de La Clotilde
La cueva de La Clotilde se ubica en la localidad de Quijas, del municipio de Reocín, Cantabria (España). Está declarada Bien de Interés Cultural por sus manifestaciones rupestres. Para cursar visita debe mediar solicitud a la Consejería de Cultura del Gobierno de Cantabria.
Fue descubierta en 1906 por Hermilio Alcalde del Río y Henry Breuil, que también publican las primeras referencias a la cueva cinco años más tarde. En ella se han encontrado indicios arqueológicos de ocupación del periodo Magdaleniense (16.000-12.000 años de antigüedad), así como manifestaciones rupestres que hasta finales del siglo XX se atribuían al período Auriñaciense (28.000-23.000 años), pero hay indicios para pensar que pertenezcan a periodos finales del Magdaleniense o a tiempos mesolíticos con tradición paleolítica.
Además de los grabados digitales sobre arcilla posee otros trazados de arte rupestre, como algunos grabados incisos sobre la roca caliza y dos zonas con manifestaciones de ocre rojo.
Las manifestaciones rupestres de trazado digital están dañadas por acciones de grupos de personas que al menos en tres procesos separados e independientes (el mejor documentado en 1959, por la participación del sistema judicial) subreimpusieron rayones sobre varias figuras antiguas, que están trazadas sobre arcillas blandas. Contiene algunas representaciones de animales y símbolos sin descifrar, de trazados toscos y perspectivas torcidas en los elementos figurativos. Aunque poco convencionales, estas manifestaciones artísticas tiene paralelos en las vecinas cuevas de La Estación y La Cuevona.
Dada su alta vulnerabilidad y condiciones de deterioro, en la actualidad la cueva está cerrada al público, siendo accesible solo para investigadores.
- Datos: Q5849275